# Герб Любушского воеводства
Герб Любушского воеводства (пол. Herb województwa lubuskiego) — один из официальных символов Любушского воеводства Польши. Утверждён Постановлением Сеймика Любушского воеводства от 26 июня 2000 года № XVIII/114/2000. Автор герба — польский историк, профессор Зеленогурского университета Войцех Стшижевский.

## Описание и обоснование символики
Щит рассечён, в первом червлёном поле серебряный коронованный орёл с золотыми клювом и лапами, во втором зелёном поле две золотые шестиугольные звезды.
Серебряный орёл — один из символов Республики Польша. Две золотые звезды, расположенные одна над другой, символизируют две столицы воеводства — Зелёна-Гуру и Гожув-Велькопольски.
Согласно Постановлению Сеймика Любушского воеводства от 28 апреля 2009 года № 177/1245/09 в гербе и на флаге региона следует использовать следующие цвета:
| Цвет    | Цветовая модель     | Цветовая модель   | Цветовая модель  | Цветовая модель |
| Цвет    | RGB                 | CMYK              | Pantone          | RAL             |
| ------- | ------------------- | ----------------- | ---------------- | --------------- |
| жёлтый  | R:0 G:255 B:245     | C:0 M:0 Y:100 K:0 | Process Yellow C | 1026            |
| белый   | R:255 G:255 B:255   | C:0 M:0 Y:0 K:0   | Trans. White C   | 9003            |
| красный | C:0 M:100 Y:100 K:0 | R:218 G:37 B:29   | 485 C            | 3020            |
| зелёный | C:100 M:0 Y:100 K:0 | R:0 G:146 B:63    | 362 C            | 8023            |
| чёрный  | C:0 M:0 Y:0 K:100   | R:0 G:0 B:0       | Process Black C  | 9005            |